# EDUfair
EDUfair je međunarodni sajam obrazovanja koji se svake godine održava u Beogradu. Još od 2004. godine omogućava mladima iz Srbije i regiona da se informišu o domaćim i stranim studijskim programima koji uključuju državne i privatne univerzitete, fakultete i visoke škole. Svake godine na sajam učestvuje preko 100 izlagača. Domaći izlagači dolaze iz svih centara Srbije (Beograd, Novi Sad, Niš, Kragujevac, itd.) dok strani izlagači dolaze iz Austrije, Australije, Rusije, Grčke, Bugarske, Slovenije, Kanade, Mađarske, Italije, Nemačke, SAD, Velike Britanije, Francuske, Češke, Švajcarske, Finske, Švedske, itd.

## Istorija
EDUfair je osnovan 2004. godine i na ovom događaju su prvi put predstavljene i jasno uređene informacije o mnogobrojnim domaćim i inostranim studijskim programima. Statistički podaci govore da je u proteklih 14 godina preko 65,000 mladih posetilo sajam.

## Misija
Dostupnost informacija o studiranju na jednom mestu radi olakšavanja u donošenju prave odluke prilikom odabira daljeg školovanja i buduće karijere.

## Promocija
Proteklih godina, EDUfair se uglavnom promovisao putem novinskih članaka, bilborda i banera, da bi se u poslednjih 5 godina preorijentisao na socijalne mreže kako bi lakše došao do svoje ciljne grupe, maturanata i apsolvenata. Kroz sve promotivne kampanje EDUfair je koristio slogan ,,Šta upisuješ? ”.

## Programi i radionice
Za vreme održavanja sajma posetioci mogu da učestvuju u mnogobrojnim radionicama kao i da se informišu o akreditovanim akademskim i strukovnim programima. Srednjoškolci i studenti mogu dobiti informacije o različitim domaćim i stranim studijskim programima, školarinama i poslovnim prilikama nakon završetka studija. Pored toga, postoje i akreditovani seminari stalnog stručnog usavršavanja nastavnika, vaspitača i stručnih saradnika.